# Evan McGaughey
Evan McGaughey (* 21. Juli 1994) ist ein US-amerikanischer Basketballspieler.

## Laufbahn
McGaughey spielte während seiner Schulzeit an der Illini West High School in Carthage (US-Bundesstaat Illinois) Basketball und Golf. Zwischen 2013 und 2017 bestritt er 117 Spiele für die Basketball-Mannschaft der Quincy University in der zweiten Division der NCAA. Während des Spieljahres 2016/17 – McGaugheys letztes als College-Basketballer – erzielte er 16,8 Punkte, 8,0 Rebounds, 1,9 Korbvorlagen und 1,2 Ballgewinne je Begegnung. Er traf 48 seiner 92 Dreipunktwürfe, wies also eine herausragende Trefferquote von 52,2 Prozent auf. Mit 1574 Punkten, die McGaughey in vier Jahren für Quincy erzielte, lag er auf dem vierten Platz der ewigen Korbjägerliste der Mannschaft, als er seine Universitätslaufbahn im Frühjahr 2017 abschloss.
Ende Juni 2017 unterschrieb McGaughey beim deutschen Zweitligisten USC Heidelberg seinen ersten Vertrag als Berufsbasketballspieler. Mit einem Punkteschnitt von 11,8 war er in seinem ersten Profijahr zweitbester Korbjäger der Heidelberger, sein Wert von 6,6 Rebounds pro Partie war mannschaftsintern der Höchstwert. Er entschied sich anschließend gegen ein zweites Jahr in Heidelberg und wechselte während der Sommerpause 2018 zum tschechischen Erstligisten BK Pardubice. Dort erzielte er im Laufe des Spieljahres 2018/19 in der tschechischen Liga im Schnitt 7,8 Punkte je Begegnung.
Ende August 2019 gab der italienische Zweitligist Benacquista Latina McGaugheys Verpflichtung bekannt. 2020 kehrte er nach Heidelberg zurück und gewann mit der Mannschaft im Mai 2021 den ProA-Meistertitel, zu dem er in 33 Saisoneinsätzen im Schnitt 9,6 Punkte sowie 4,3 Rebounds beitrug.
In der Saison 2021/22 spielte er erst in Chile bei CD Valdivia, im Januar 2022 wechselte er zu den Köping Stars nach Schweden.